# Adoretus albomitratus
Adoretus albomitratus är en skalbaggsart som beskrevs av Ohaus 1913. Adoretus albomitratus ingår i släktet Adoretus och familjen Rutelidae. Inga underarter finns listade i Catalogue of Life.